# جيم بلبا
جيم بلبا (بالفرنسية: Jim Bilba)‏ مواليد 1968، هو لاعب كرة سلة فرنسي سابق. مثّل منتخب بلاده. شارك مع منتخب فرنسا لكرة السلة في مسابقة كرة السلة في الألعاب الأولمبية الصيفية سنة 2000 وفاز بالميدالية الفضية. فاز بلقب الدوري الأوروبي لكرة السلة مع فريق ليموج سي إس بي.

## الميداليات
| الميدالية | المسابقة                       |
| --------- | ------------------------------ |
| فضية      | الألعاب الأولمبية الصيفية 2000 |

## روابط خارجية
- جيم بلبا على موقع الاتحاد الدولي لكرة السلة (الإنجليزية)
- جيم بلبا على موقع الدوري الأوروبي لكرة السلة (الإنجليزية)
- جيم بلبا على موقع الدوري الإسباني لكرة السلة (الإسبانية)
- جيم بلبا على موقع كرة السلة الأوروبية.كوم (الإنجليزية)
- جيم بلبا على موقع ريلجم (الإنجليزية)
- جيم بلبا على موقع بروبوليرز (الإنجليزية)
- جيم بلبا على موقع سبورتس رفرنس (الإنجليزية)
- جيم بلبا على موقع أوليمبيديا (الإنجليزية)